# Aongstroemia barbensis
Aongstroemia barbensis là một loài rêu trong họ Dicranaceae. Loài này được Renauld & Cardot Müll. Hal. mô tả khoa học đầu tiên năm 1900.